# Торроха, Ана
Ана Торроха Фунгайриньо (исп. Ana Torroja Fungairiño, род. 28 декабря 1959 года в Мадриде) — испанская певица. Она была вокалисткой поп-группы Mecano, основанной братьями Хосе Мария и Начо Кано. Группа стала одним из самых известных и влиятельных испанских музыкальных коллективов как в Испании, так и за рубежом в 1980-х и 1990-х годах. «Mecano» распалась в 1998 году, и Ана начала сольную карьеру.

## Биография

### Раннее детство
Ана — старший ребёнок в семье. Её отец, Хосе Антонио Торроха Каванильяс, был инженером-строителем, а мать, Мария дель Кармен Фунгаириньо Брингас, медсестрой и домохозяйкой. Ана училась в билингвальной средней школе в Эль-Висо. Впоследствии она училась в колледже Святого Педро Поведа.
Ана и Хосе Мария Кано познакомились на вечеринке в 1974 году, между ними завязались романтические отношения, которые продлились около трёх лет. Торроха начала свою музыкальную карьеру в 1977 году, образовав дуэт с Хосе Марией Кано. Позже к ним присоединился брат Хосе Марии, Начо. Первоначально вокалистом группы был Хосе Мария, но впоследствии было принято решение, что Ана будет основной вокалисткой группы, так как её яркий вокал придавал особую привлекательность композициям.

### Сольная карьера
Самый большой сольный успех Аны пришел в 1999 году с ее альбомом Pasajes de un Sueño (с исп. — «Отрывки мечты»). Этот альбом был одобрен критиками, и первый сингл «Ya No Te Quiero» (с исп. — «Я больше не люблю тебя») стал одним из самых продаваемых в Испании в том году. В рамках продвижения альбома, Торроха вместе с Мигелем Бозе устроили тур Girados в мае 2000 года по Испании, Соединенным Штатам и части Латинской Америки. Тур завершился в начале следующего года.
В 2001 году Торроха попыталась привлечь внимание французской аудитории, которую до этого певица завоевала во времена «Мекано», записав альбом Ana Torroja. Затем Анна приняла участие в записи диска Duetos 2 мексиканского исполнителя Армандо Мансанеро, с которым после записала песню «Nada personal» (с исп. — «Ничего личного»).
В 2003 году Анна опубликовала свой третий альбом Frágil, в котором предстала в виде поп-певицы. Для альбома она впервые выступила сольно на сцене в коротком турне по Америке и Европе под названием The Gira Fragil (с исп. — «Хрупкий тур»). Именно этот материал закрепил ее успех как сольной исполнительницы, и с ним Торроха также получила многочисленные номинации и премии, такие как Grammy Latino, Shangay (Испания) и Oye (Мексика).
В 2009 году совместно с Рафаэлем она исполнила песню «Hijo de la luna» (с исп. — «Сын луны»). Спустя несколько месяцев она вместе с гитаристом группы Maná Серхио Вальин записывает песню «Por qué no te vas» (с исп. — «Почему бы тебе не пойти?»).
Певица приняла участие в благотворительном концерте в Ла Фарга-де-Оспиталет (Барселона). В 2010 году она выпустила свой пятый студийный альбом на испанском языке, Sonrisa, продюсированный Андресом Левин, который уже был продюсером альбома Pasajes de un Sueño. В июне она принимает участие в концерте, посвященному тенору Пласидо Доминго, спев песню «Сын луны» в оркестровой аранжировке. В сентябре она участвует в чествовании художника Сальвадора Дали, исполнив стихотворение.
5 мая 2015 года Ана Торроха выпустила второй концертный альбом под названием Conexion, в котором объединила лучшие песни Mecano, несколько песен из своей сольной карьеры и 4 неопубликованные песни: «Disculpa», «Infiel», «A tus pies» y «Quiero llorar». Она выпустила песни с такими знаменитости, как Саша Сокол , Эрик Рубин, Пати Канту, Леонель Гарсия, Луи́с Миге́ль, Химена Сариньяна и Карла Моррисон.
В начале 2019 года Ана Торроха представила песню под названием «Llama», как первый сингл со следующего студийного альбома, выход которого был запланирован на 2020 год. В начале июня она выпустила второй сингл «Antes». 12 октября она начала гастрольный тур Tour Volver, который был приостановлен из-за текущей пандемии коронавирусной инфекции COVID-19 и возобновился в июле 2021 года в Испании.
2 июля 2021 года был выпущен альбом Mil Razones. Альбом, по словам Аны, «представляет собой воссоединение с электронной музыкой».
В июле 2021 года, после смерти своего отца, Ана Торроха наследует дворянский титул Испании Маркизы Торроха, созданный Франсиско Франко.

## Дискография

### Студийные альбомы
- 1997 — Puntos cardinales
- 1997 — Points Cardinaux
- 1999 — Pasajes de un sueño
- 2001 — Ana Torroja
- 2003 — Frágil
- 2006 — Me Cuesta Tanto Olvidarte
- 2010 — Sonrisa

### Концертные альбомы
- 2000 — Girados en concierto (совместно с Мигелем Бозе)
- 2015 — Conexión

### Сборник
- 2004 — Esencial